# هيرفينغ لوزانو
هيرفينغ رودريغو لوزانو باهينا (بالإسبانية: Hirving Rodrigo Lozano Bahena؛ مواليد 30 يوليو 1995) لاعب كرة قدم مكسيكي يلعب مهاجمًا لنادي بي إس في آيندهوفن في الدوري الهولندي الممتاز و‌منتخب المكسيك.

## مسيرته الاحترافية
انضم لوزانو لفريق شباب نادي باتشوكا في 2009. و لعب لأول مرى في الدوري المكسيكي الممتاز في 8 فبراير، 2014 ضد نادي أمريكا، و سجل هدف الفوز لفريقة بعد دقائق قلية من نزوله للملعب. و بعد ما قدمهُ من أداء مؤخراً ترغب العديد من الفرق الاوربية ضمهُ لتشكيلاتها.

## مسيرته الدولية

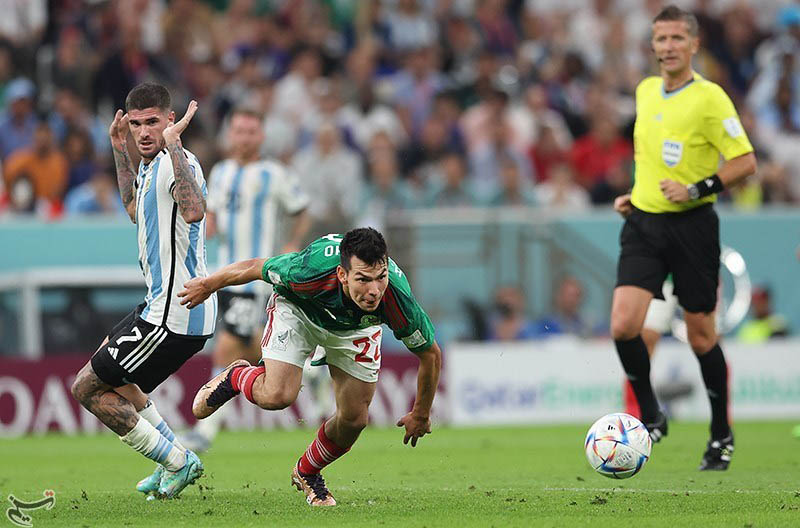
لوزانو مع المنتخب المكسيكي

### منتخب المكسيك للناشئين
استدعى لوزانو إلى المنتخب المكسيكي للناشئين، وشارك في بطولة الكونكاكاف للناشئين. في أول مباراة له ضد كوبا صنع أربعة أهداف ليحقق فريقة نتيجة 9-1 ضد كوبا مما وضعهم في أعلى المجموعة. سجل بعدها ثلاثة أهداف وصنع هدفاً آخر في البطولة نفسها.

### المنتخب الاولمبي
أستدعي لوزانو إلى تشكيلة المنتخب الاولمبي من قبل المدرب راؤول غوتييرز، وشارك في بطولة الكونكاكاف للمنتخبات الاولمبية (تحت 23 سنة) التي فاز بها فريقهُ منتخب المكسيك الاولمبي.

### المنتخب الوطني
أستدعي لوزانو إلى المنتخب الوطني لأول مرة في فبراير 2016، وكان المنتخب تحت قيادة المدرب خوان أوسوريو. في 10 فبراير، 2016، شارك لوزانو لأول مرة بماراة دولية، في مباراة المكسيك الودية مع منتخب السنغال حيث فاز المنتخب المكسيكي 2-0 في ميامي، فلوريدا، الولايات المتحدة.

## روابط خارجية
- هيرفينغ لوزانو على موقع الاتحاد الدولي (مؤرشف)  (الإنجليزية)
- هيرفينغ لوزانو على موقع الاتحاد الأوربي (الإنجليزية)
- هيرفينغ لوزانو على موقع الدوري الأمريكي (الإنجليزية)
- هيرفينغ لوزانو على موقع إي إس بي إن إف سي (الإنجليزية)
- هيرفينغ لوزانو على موقع قاعدة بيانات كرة القدم.إي يو (الإنجليزية)
- هيرفينغ لوزانو على موقع ليكيب (الفرنسية)
- هيرفينغ لوزانو على موقع ناشيونال فوتبول تيمز (الإنجليزية)
- هيرفينغ لوزانو على موقع Soccerbase.com (لاعب) (الإنجليزية)
- هيرفينغ لوزانو على موقع Soccerway.com (الإنجليزية)
- هيرفينغ لوزانو على موقع عالم كرة القدم.نت (الإنجليزية)